# El Tepozán, Michoacán de Ocampo
El Tepozán är en ort i Mexiko.   Den ligger i kommunen Epitacio Huerta och delstaten Michoacán de Ocampo, i den sydöstra delen av landet, 150 km nordväst om huvudstaden Mexico City. El Tepozán ligger 2 465 meter över havet och antalet invånare är 200.
Terrängen runt El Tepozán är kuperad åt sydost, men åt nordväst är den platt. Runt El Tepozán är det ganska tätbefolkat, med 72 invånare per kvadratkilometer. Närmaste större samhälle är Amealco, 14,6 km öster om El Tepozán. I omgivningarna runt El Tepozán växer huvudsakligen savannskog.